# ۱۵ عقاب
۱۵ عقاب یک ستاره است که در صورت فلکی عقاب قرار دارد.